# 89. Infanterie-Division (Deutsches Kaiserreich)
Die 89. Infanterie-Division war ein Großverband der Preußischen Armee im Ersten Weltkrieg.

## Geschichte
Der Großverband wurde im August 1915 aus der Division „Westernhagen“ gebildet und formte gemeinsam mit der 87. Infanterie-Division zunächst das Thorner Korps. Die Division wurde ausschließlich an der Ostfront und in Rumänien eingesetzt und von amerikanischen Quellen im Angriff als mittelmäßig und im Ganzen als viertklassig angesehen.

### Gefechtskalender

#### 1914
- 14. bis 31. Oktober – Weichselschutz
- 26. Oktober bis 1. November – Unternehmen gegen Kowal
- 13. bis 19. November – Kämpfe bei Lipno und Plock
- 16. November bis 15. Dezember – Schlacht um Łódź
  - 20. bis 27. November – Aufklärungsgefechte nördlich der Weichsel
- ab 18. Dezember – Schlacht an der Rawka-Bzura

#### 1915
- bis 16. Juli – Schlacht an der Rawka-Bzura
- 17. Juli bis 5. August – Kämpfe um Warschau
- 06. bis 12. August – Einschließungsgefechte von Modlin
- 13. bis 20. August – Belagerung von Modlin
- 19. August bis 8. September – Njemen-Schlacht
- 09. September bis 2. Oktober – Schlacht bei Wilna
- 05. Oktober bis 25. November – Stellungskämpfe zwischen Krewo-Smorgon-Narotschsee-Tweretsch
- ab 26. November – Stellungskämpfe an der Beresina-Olschanka und Krewljanka

#### 1916
- bis 6. September – Stellungskämpfe an der Beresina-Olschanka und Krewljanka
- 11. bis 27. September – Deckungskämpfe im Grenzgebiet Siebenbürgens
  - 26. bis 29. September – Schlacht bei Hermannstadt (Teile der Division)
- 29. September bis 4. Oktober – Kämpfe um Fogaras
- 05. Oktober – Schlacht vor dem Geisterwald
- 07. bis 9. Oktober – Schlacht bei Kronstadt
- 10. Oktober bis 8. Dezember – Gebirgskämpfe im Predeal- und Bodza-Gebiet
- 09. bis 20. Dezember – Verfolgungskämpfe an Jalomita-Prahova und Buzaul
- 21. bis 27. Dezember – Schlacht bei Rimnicul-Sarat
- ab 28. Dezember – Verfolgungskämpfe nach der Schlacht bei Rimnicul-Sarat

#### 1917
- bis 3. Januar – Verfolgungskämpfe nach der Schlacht bei Rimnicul-Sarat
- 04. bis 8. Januar – Schlacht an der Putna
- 09. Januar bis 5. August – Stellungskrieg an Putna und Sereth
  - 22. bis 25. Juli – Abwehrkämpfe am Sereth
- 26. Juli bis 9. Dezember – Stellungskrieg am Sereth und an der Sușita
  - 6. August bis 3. September – Durchbruchsschlacht an der Putna und Sușita
- ab 10. Dezember – Waffenstillstand

#### 1918
- bis 7. Mai – Waffenstillstand
- 07. Mai bis 2. November – Okkupation von Rumänien
- ab 2. November – Rückmarsch vom Balkan durch Ungarn

Im Januar gab die Division bei Panciu zahlreiche Kräfte an die 76. Reserve-Division und die 115. Infanterie-Division ab, welche an die Westfront verlegt wurden. Danach verblieb die Division bis April bei Focșani in Reserve. Im Juni wurde das Infanterie-Regiment Nr. 375 von der alliierten Aufklärung bei Drenoud in Mazedonien festgestellt, befand sich ab Juli aber wieder bei Panciu. Ende Oktober hielt sich die Division im Raum Bukarest auf. 

## Gliederung

### Kriegsgliederung vom 9. August 1915
- 178. Infanterie-Brigade
  - Landwehr-Infanterie-Regiment Nr. 8
  - Infanterie-Regiment Nr. 375
  - 2. und 7. Landsturm-Eskadron/V. Armee-Korps
  - Feldartillerie-Abteilung Nr. 89
  - 4. Kompanie/Reserve-Fußartillerie-Regiment Nr. 5
  - 4. Kompanie/Reserve-Fußartillerie-Regiment Nr. 11
  - 2. Kompanie/Reserve-Fußartillerie-Regiment Nr. 15
  - 2. Reserve-Kompanie/1. Westpreußisches Pionier-Bataillon Nr. 17

### Kriegsgliederung vom 20. Februar 1918
- 178. Infanterie-Brigade
  - Landwehr-Infanterie-Regiment Nr. 8
  - Infanterie-Regiment Nr. 333
  - Infanterie-Regiment Nr. 375
  - 4. Eskadron/Dragoner-Regiment „von Wedel“ (Pommersches) Nr. 11
- Artillerie-Kommandeur Nr. 89
  - Feldartillerie-Regiment Nr. 89
  - I. Bataillon/Bayerisches Fußartillerie-Regiment 4
- 5. Kompanie/Masurisches Pionier-Bataillon Nr. 26
- MG-Kompanie Nr. 89
- Divisions-Nachrichten-Kommandeur Nr. 89

## Kommandeure
| Dienstgrad      | Name                    | Datum                                 |
| --------------- | ----------------------- | ------------------------------------- |
| Generalleutnant | Eduard von Westernhagen | 24. August bis 4. Oktober 1915        |
| Generalleutnant | Georg ? von Lüttwitz    | 05. Oktober 1915 bis 17. Oktober 1916 |
| Generalmajor    | Hans von Below          | 18. Oktober 1916 bis 1. Januar 1917   |
| Generalmajor    | Bruno Melms             | 02. Januar bis 27. Juli 1917          |
| Generalleutnant | Richard Hermann Vogel   | 27. Juli 1917 bis 12. Januar 1919     |